# Fermaten
Fermaten er det regionale spillested i Midtjylland, beliggende på Smallegade 4 i Herning. Huset har plads til ca. 720 stående eller 300 siddende publikummer og er tegnet af Kim Utzon.
Der afholdes ca. 120-130 koncerter årligt. Spillestedet har årligt mellem 20-25.000 besøgende gæster.
Navnet Fermaten er både selve spillestedet, samt den selvstændige forening, som står for driften af spillestedet. Driften varetages af 7 fastansatte, samt ca. 100 frivillige, der er organiserede på en række arbejdshold, som primært arbejder med afviklingen af de enkelte koncerter.